# Renön
Renön was een Zweeds eiland behorend tot de Pite-archipel. Het is de loop der eeuwen vastgegroeid aan Nötön, dat op zich is vergroeid met Pitholmen, dat vastzit aan het Zweedse vasteland.Renön heeft een soort rondweg om de zomerhuisjes aan de kust, maar ook de jachthaven te kunnen bereiken. De jacht- en vishaven Renö ligt in het noordoosten van het eiland. Op weg naar de jachthaven kan men vanaf de Renöberget (een heuvel van nog geen 30 meter hoogte) over de archipel kijken.